# 1702
Il 1702 (MDCCII in numeri romani) è un anno  del XVIII secolo.

## Eventi
- Viene scoperto l'ammasso globulare M5 da Gottfried Kirch.
- 14 marzo – Il terremoto dell'Irpinia e di Benevento provoca circa 400 morti.
- 23 aprile – Diviene regina Anna di Gran Bretagna, ultima sovrana del casato degli Stuart.
- 23 aprile – Giovanni Domenico Maraldi e Francesco Bianchini scoprono la cometa C/1702 H1.
- 15 maggio – Viene dichiarata formalmente la guerra tra la Grande Alleanza (Impero, Inghilterra e Paesi Bassi, più Prussia e Danimarca) e una coalizione formata da Francia, Savoia e Portogallo (questi ultimi, però, cambiarono fazione nel 1703). La guerra, scoppiata a causa della volontà di Filippo d'Angiò, nipote di Luigi XIV, di accaparrarsi, in seguito all'estinzione della dinastia regnante spagnola, sia la corona di Spagna che quella di Francia, terminerà nel 1714 con il Trattato di Rastatt.
- 16 maggio – Incendio di Uppsala: Un incendio devasta la città di Uppsala (Svezia).
- 19 luglio – Battaglia di Klissow: Le truppe svedesi guidate da re Carlo XII sconfiggono una coalizione di sassoni e polacchi comandata da Augusto II il Forte.

## Nati

### Gennaio
- 2 gennaio - Giuseppe Palazzotto, architetto italiano († 1764)
- 6 gennaio - José de Nebra, compositore spagnolo († 1768)
- 7 gennaio - Carlo Ginori, nobile, politico e imprenditore italiano († 1757)
- 10 gennaio - Johannes Zick, pittore tedesco († 1762)
- 12 gennaio - Joseph Aved, pittore francese († 1766)
- 12 gennaio - Józef Załuski, vescovo cattolico e politico polacco († 1774)
- 14 gennaio - Nakamikado, imperatore giapponese († 1737)
- 18 gennaio - Sava II Petrović-Njegoš, vescovo ortodosso serbo († 1782)
- 24 gennaio - Federica Enrichetta di Anhalt-Bernburg, nobile († 1723)
- 25 gennaio - Alessandro Dori, architetto italiano († 1772)

### Febbraio
- 3 febbraio - Giovanni Battista Vaccarini, architetto italiano († 1768)
- 6 febbraio - Giovanni Carmine Pellerano, arcivescovo cattolico italiano († 1783)
- 10 febbraio - Carlo Marchionni, architetto e scultore italiano († 1786)

### Marzo
- 2 marzo - Enrichetta Maria di Brandeburgo-Schwedt, nobildonna († 1782)
- 2 marzo - Pier Paolo Molinelli, chirurgo italiano († 1764)
- 4 marzo - Jack Sheppard, criminale britannico († 1724)
- 8 marzo - Anne Bonny, pirata irlandese († 1782)
- 13 marzo - Burkhardt Tschudi, cembalaro svizzero († 1773)
- 17 marzo - Luigi Mattei, cardinale e nobile italiano († 1758)
- 20 marzo - Giovanni Ludovico Luchi, religioso, storico e paleografo italiano († 1788)
- 25 marzo - Pieter Teyler van der Hulst, mercante, banchiere e mecenate olandese († 1778)
- 26 marzo - Pierre Ignace Parrocel, incisore e pittore francese († 1775)
- 27 marzo - Johann Ernst Eberlin, compositore tedesco († 1762)
- 31 marzo - Barthélemy-Christophe Fagan, drammaturgo francese († 1755)

### Aprile
- 5 aprile - Stephen Leake, numismatico, genealogista e araldista britannico († 1773)
- 18 aprile - Carlo Gregori, incisore italiano († 1759)
- 20 aprile - Zenón de Somodevilla y Bengoechea, politico spagnolo († 1781)
- 28 aprile - Carlo Massimiliano di Dietrichstein, nobile boemo († 1784)

### Maggio
- 1º maggio - Vincenzo Martinelli, scrittore italiano († 1785)
- 2 maggio - Friedrich Christoph Oetinger, teologo e teosofo tedesco († 1782)
- 3 maggio - Pietro Tabarrani, medico e anatomista italiano († 1780)
- 21 maggio - John Rous, militare britannico († 1760)
- 24 maggio - Marco Alvise Pitteri, incisore italiano († 1786)
- 24 maggio - Giuseppe Federico Ernesto di Hohenzollern-Sigmaringen, principe († 1769)
- 27 maggio - Enrichetta d'Este, nobile italiana († 1777)
- 29 maggio - Michele Carlo Althann, vescovo cattolico tedesco († 1756)
- 31 maggio - Giulio Rucellai, politico italiano († 1778)

### Giugno
- 5 giugno - Willem van Keppel, II conte di Albemarle, militare britannico († 1754)
- 7 giugno - Luigi Giorgio di Baden-Baden, sovrano tedesco († 1761)
- 19 giugno - Fryderyk August Rutowski, generale e nobile polacco († 1764)
- 25 giugno - Antonino Sersale, cardinale e arcivescovo cattolico italiano († 1775)
- 26 giugno - Philip Doddridge, teologo inglese († 1751)

### Luglio
- 6 luglio - Franz Anton Maichelbeck, organista e compositore tedesco († 1750)
- 12 luglio - Karl Philipp Franz von Hohenlohe-Bartenstein, principe e magistrato tedesco († 1763)
- 18 luglio - Maria Clementina Sobieska, principessa polacca († 1735)
- 28 luglio - Sigismondo IV Gonzaga, marchese († 1779)
- 30 luglio - Stepan Fëdorovič Apraksin, generale, diplomatico e politico russo († 1758)

### Agosto
- 2 agosto - Dietrich di Anhalt-Dessau, nobile tedesco († 1769)
- 15 agosto - Francesco Zuccarelli, pittore italiano († 1788)
- 16 agosto - Roque Joaquín de Alcubierre, ingegnere e archeologo spagnolo († 1780)
- 17 agosto - Muhammad Shah,  indiano († 1748)
- 20 agosto - Gennaro Carmignano, vescovo cattolico italiano († 1770)
- 28 agosto - Gian Filippo d'Orléans, nobile francese († 1748)

### Settembre
- 2 settembre - Philipp Daniel Lippert, archeologo e illustratore tedesco († 1785)
- 4 settembre - Legall de Kermeur, scacchista francese († 1792)
- 12 settembre - Gennaro Maria Sarnelli, presbitero e missionario italiano († 1744)
- 14 settembre - Ercole Lelli, anatomista, scultore e pittore italiano († 1766)
- 20 settembre - Francesco Serao, medico, fisico e geologo italiano († 1783)

### Ottobre
- 4 ottobre - Honoré-Armand de Villars, militare francese († 1770)
- 5 ottobre - Odoardo Corsini, religioso, matematico e filosofo italiano († 1765)
- 5 ottobre - Giuseppe Federico di Sassonia-Hildburghausen, generale austriaco († 1787)
- 9 ottobre - Villim Villimovič Fermor, generale russo († 1771)
- 22 ottobre - Frédéric Maurice Casimir de La Tour d'Auvergne, nobile francese († 1723)

### Novembre
- 1º novembre - Michail Andreevič Belosel'skij-Belozerskij, generale russo († 1755)
- 17 novembre - Giovanni Antonio Lecchi, gesuita e matematico italiano († 1776)
- 26 novembre - Paulo António de Carvalho e Mendonça, cardinale portoghese († 1770)
- 30 novembre - Giulio Matteo Natali, vescovo cattolico italiano († 1782)

### Dicembre
- 1º dicembre - Maurizio Adolfo Carlo di Sassonia-Zeitz-Neustadt, vescovo cattolico tedesco († 1759)
- 2 dicembre - Beltrame Cristiani, politico e diplomatico italiano († 1758)
- 11 dicembre - Friedrich Wilhelm von Haugwitz, politico austriaco († 1765)
- 21 dicembre - Tommaso Crudeli, poeta e giurista italiano († 1745)
- 22 dicembre - Jean-Étienne Liotard, pittore svizzero († 1789)
- 31 dicembre - Carlo II Federico di Montmorency-Luxembourg, nobile e generale francese († 1764)

### Senza giorno specificato
- Matthijs Accama, pittore olandese († 1783)
- Francisco António de Almeida, compositore e organista portoghese († 1755)
- Johann Carl Wendelin Anreiter von Zirnfeld, pittore austriaco († 1747)
- Annibale Antonini, filologo, grammatico e lessicografo italiano († 1755)
- Pierre-Alexandre Aveline, incisore e illustratore francese († 1760)
- Thomas Bayes, matematico britannico († 1761)
- Alessandro Besozzi, oboista e compositore italiano († 1793)
- Felice Biella, pittore italiano († 1786)
- Joseph Broussard, patriota canadese († 1765)
- Ferdinando Maria Campani, pittore italiano († 1771)
- Perkeo, giullare austriaco († 1735)
- Placido Costanzi, pittore italiano († 1759)
- Jean-Baptiste Baillon de Fontenay, orologiaio francese († 1772)
- Saverio Graziano, medico italiano († 1780)
- Maria Cecilia Guardi, modella italiana († 1779)
- Edward Holland, politico statunitense († 1756)
- Ignazio Isler, religioso, scrittore e poeta italiano († 1788)
- Thomas Arthur de Lally-Tollendal, militare francese († 1766)
- Loftur Þorsteinsson, presbitero islandese
- Giambattista Pasquali, editore e tipografo italiano († 1784)
- Vasilij Vasil'evič Prončiščev, esploratore russo († 1736)
- Angelo Rasori, architetto e scultore italiano
- Giovanni Antonio Sanz, scultore italiano
- Maria Skerritt, nobildonna inglese († 1738)
- Giuseppe Tivani, scultore italiano († 1772)
- Giuseppe Turbini, pittore italiano († 1788)
- Marcin Józef Żebrowski, compositore e musicista polacco († 1770)

## Morti

### Gennaio
- 3 gennaio - Luís de Sousa, cardinale e arcivescovo cattolico portoghese (n. 1630)
- 7 gennaio - Ernst von Trautson, vescovo cattolico austriaco (n. 1633)
- 30 gennaio - Carlo Eugenio di Croÿ, generale francese (n. 1651)

### Febbraio
- 7 febbraio - Leonardo Cozzando, scrittore e religioso italiano (n. 1620)
- 8 febbraio - Henri Louis Ernest di Ligne, nobile spagnolo (n. 1644)
- 14 febbraio - Antonio Caraccio, poeta italiano (n. 1630)
- 22 febbraio - Mauro Oddi, pittore, architetto e incisore italiano (n. 1639)

### Marzo
- 4 marzo - Ignazio Pietro VI Chaahbadine, patriarca cattolico ottomano
- 6 marzo - Giovanni Pietro Tencalla, architetto svizzero (n. 1629)
- 8 marzo - Giovanni Antonio Dario, architetto italiano (n. 1630)
- 8 marzo - Guglielmo III d'Inghilterra, sovrano olandese (n. 1650)
- 15 marzo - Bartolomeo Menatti, vescovo cattolico italiano (n. 1621)
- 23 marzo - Giuseppe Oriol, presbitero spagnolo (n. 1650)
- 31 marzo - Filippo Giannetto, pittore italiano (n. 1631)

### Aprile
- 4 aprile - Elia Astorini, medico, filosofo e matematico italiano (n. 1651)
- 4 aprile - Francisco Antonio de Borja-Centelles y Ponce de Léon, cardinale e arcivescovo cattolico spagnolo (n. 1659)
- 19 aprile - Francesco Giani, vescovo cattolico italiano (n. 1641)
- 20 aprile - Marcantonio Zollio, vescovo cattolico italiano (n. 1633)
- 27 aprile - Jean Bart, ammiraglio e corsaro francese (n. 1650)

### Maggio
- 3 maggio - Girolamo De Mari, doge italiano (n. 1644)
- 10 maggio - Antonio Gherardi, pittore e architetto italiano (n. 1638)
- 26 maggio - Zeb-un-Nissa, principessa e poetessa indiana (n. 1638)

### Giugno
- 4 giugno - Orazio Maria Bonfioli, presbitero e giurista italiano
- 15 giugno - Georg Eberhard Rumphius, biologo e botanico tedesco (n. 1627)
- 20 giugno - Francesco Pannocchieschi, arcivescovo cattolico italiano (n. 1625)

### Luglio
- 6 luglio - Nicolas Lebègue, compositore, organista e clavicembalista francese (n. 1631)
- 16 luglio - Étienne Loulié, musicista, pedagogo e teorico della musica francese (n. 1654)
- 19 luglio - Federico IV di Holstein-Gottorp, duca tedesco (n. 1671)
- 22 luglio - Filippo Parodi, scultore italiano (n. 1630)
- 26 luglio - Vincent van der Vinne, pittore e disegnatore olandese (n. 1628)
- 28 luglio - Angelo Marinali, scultore italiano (n. 1654)

### Agosto
- 8 agosto - Callinico II di Costantinopoli, arcivescovo ortodosso greco (n. 1630)
- 12 agosto - Pier Marino Sormani, vescovo cattolico italiano (n. 1632)
- 19 agosto - Anthony Grey, XI conte di Kent, nobile inglese (n. 1645)
- 20 agosto - Enrico Haffner, pittore italiano (n. 1640)
- 24 agosto - Luigi Tommaso di Savoia-Soissons, militare italiano (n. 1657)

### Settembre
- 20 settembre - Charles Aubert de La Chesnaye, imprenditore francese (n. 1632)
- 26 settembre - Francesco Barberino Benici, presbitero e matematico italiano (n. 1642)
- 28 settembre - Robert Spencer, II conte di Sunderland, politico e militare inglese (n. 1641)
- 29 settembre - Pieter Cornelis Verhoek, pittore, scultore e poeta olandese (n. 1633)
- 29 settembre - Ignacio de la Cerda, vescovo cattolico spagnolo (n. 1622)

### Ottobre
- 3 ottobre - Sofia Luisa di Württemberg (n. 1642)
- 14 ottobre - Francesco Antonio di Hohenzollern-Haigerloch, conte tedesco (n. 1657)
- 15 ottobre - Frances Stewart, duchessa di Richmond, nobile inglese (n. 1647)
- 15 ottobre - Sofia Enrichetta di Waldeck, nobile tedesca (n. 1662)
- 17 ottobre - Valeriano di Nassau-Usingen, nobile tedesco (n. 1635)
- 23 ottobre - Filippo Titi, abate e storico dell'arte italiano (n. 1639)
- 27 ottobre - Niccolò Radulovich, cardinale e arcivescovo cattolico italiano (n. 1627)
- 29 ottobre - Bartholomew Sharp, pirata inglese (n. 1650)
- 30 ottobre - Laurent d'Arvieux, viaggiatore francese (n. 1635)

### Novembre
- 3 novembre - Christian Friedrich von Kahlbutz,  tedesco (n. 1651)
- 4 novembre - John Benbow, ammiraglio inglese (n. 1653)
- 5 novembre - William Stanley, IX conte di Derby, nobile inglese (n. 1655)
- 11 novembre - Robert Sidney, IV conte di Leicester, nobile inglese (n. 1649)

### Dicembre
- 4 dicembre - Giovanni Maria Pagliardi, compositore italiano (n. 1637)
- 8 dicembre - Filippo di Lorena, nobile francese (n. 1643)
- 11 dicembre - Giacomo Cantelmo, cardinale e arcivescovo cattolico italiano (n. 1640)
- 12 dicembre - Olaus Rudbeck, scienziato e scrittore svedese (n. 1630)
- 14 dicembre - Kira Yoshinaka, militare giapponese (n. 1641)
- 16 dicembre - Henry FitzJames, I duca di Albemarle, generale inglese (n. 1673)

### Senza giorno specificato
- Amcazade Köprülü Hüseyin Pascià, politico e militare ottomano (n. 1644)
- Federico Agnelli, tipografo e incisore italiano (n. 1626)
- Sigismondo Alberghetti, artigiano italiano
- Richard Brakenburg, pittore olandese (n. 1650)
- Dumesnil, tenore francese
- José de Garro, generale spagnolo (n. 1623)
- Charles Gordon, II conte di Aboyne, nobile scozzese (n. 1670)
- Annibale Leonardelli, gesuita italiano (n. 1623)
- Giovanni Battista Angelo Agostino Lolli, attore teatrale italiano
- Gabriel Minvielle, politico francese
- Felice Passera, farmacista e scrittore italiano (n. 1610)
- Carlo Perugini, architetto italiano (n. 1622)
- Frederick Philipse, politico olandese (n. 1626)
- Nicola Russo, pittore italiano (n. 1647)
- Matthijs Schoevaerdts, pittore e disegnatore fiammingo (n. 1665)
- Lodewijk van Schoor, pittore fiammingo (n. 1650)
- Peder Syv, filologo danese (n. 1631)
- Michelangelo Veraldi, vescovo cattolico italiano (n. 1650)
- Nicolaes Visscher II, incisore, editore e illustratore olandese (n. 1649)
- Johannes de Raey, filosofo olandese (n. 1622)
- Jan van den Eynde II, architetto, scultore e mercante fiammingo (n. 1620)

## Calendario
| Calendario 1702 | Calendario 1702 | Calendario 1702 | Calendario 1702 | Calendario 1702 | Calendario 1702 | Calendario 1702 | Calendario 1702 | Calendario 1702 | Calendario 1702 | Calendario 1702 | Calendario 1702 | Calendario 1702 | Calendario 1702 | Calendario 1702 | Calendario 1702 | Calendario 1702 | Calendario 1702 | Calendario 1702 | Calendario 1702 | Calendario 1702 | Calendario 1702 | Calendario 1702 | Calendario 1702 | Calendario 1702 | Calendario 1702 | Calendario 1702 | Calendario 1702 | Calendario 1702 | Calendario 1702 | Calendario 1702 | Calendario 1702 | Calendario 1702 |
| --------------- | --------------- | --------------- | --------------- | --------------- | --------------- | --------------- | --------------- | --------------- | --------------- | --------------- | --------------- | --------------- | --------------- | --------------- | --------------- | --------------- | --------------- | --------------- | --------------- | --------------- | --------------- | --------------- | --------------- | --------------- | --------------- | --------------- | --------------- | --------------- | --------------- | --------------- | --------------- | --------------- |
|                 | 1               | 2               | 3               | 4               | 5               | 6               | 7               | 8               | 9               | 10              | 11              | 12              | 13              | 14              | 15              | 16              | 17              | 18              | 19              | 20              | 21              | 22              | 23              | 24              | 25              | 26              | 27              | 28              | 29              | 30              | 31              |                 |
| Gennaio         | Do              | Lu              | Ma              | Me              | Gi              | Ve              | Sa              | Do              | Lu              | Ma              | Me              | Gi              | Ve              | Sa              | Do              | Lu              | Ma              | Me              | Gi              | Ve              | Sa              | Do              | Lu              | Ma              | Me              | Gi              | Ve              | Sa              | Do              | Lu              | Ma              |                 |
| Febbraio        | Me              | Gi              | Ve              | Sa              | Do              | Lu              | Ma              | Me              | Gi              | Ve              | Sa              | Do              | Lu              | Ma              | Me              | Gi              | Ve              | Sa              | Do              | Lu              | Ma              | Me              | Gi              | Ve              | Sa              | Do              | Lu              | Ma              |                 |                 |                 |                 |
| Marzo           | Me              | Gi              | Ve              | Sa              | Do              | Lu              | Ma              | Me              | Gi              | Ve              | Sa              | Do              | Lu              | Ma              | Me              | Gi              | Ve              | Sa              | Do              | Lu              | Ma              | Me              | Gi              | Ve              | Sa              | Do              | Lu              | Ma              | Me              | Gi              | Ve              |                 |
| Aprile          | Sa              | Do              | Lu              | Ma              | Me              | Gi              | Ve              | Sa              | Do              | Lu              | Ma              | Me              | Gi              | Ve              | Sa              | Do              | Lu              | Ma              | Me              | Gi              | Ve              | Sa              | Do              | Lu              | Ma              | Me              | Gi              | Ve              | Sa              | Do              |                 |                 |
| Maggio          | Lu              | Ma              | Me              | Gi              | Ve              | Sa              | Do              | Lu              | Ma              | Me              | Gi              | Ve              | Sa              | Do              | Lu              | Ma              | Me              | Gi              | Ve              | Sa              | Do              | Lu              | Ma              | Me              | Gi              | Ve              | Sa              | Do              | Lu              | Ma              | Me              |                 |
| Giugno          | Gi              | Ve              | Sa              | Do              | Lu              | Ma              | Me              | Gi              | Ve              | Sa              | Do              | Lu              | Ma              | Me              | Gi              | Ve              | Sa              | Do              | Lu              | Ma              | Me              | Gi              | Ve              | Sa              | Do              | Lu              | Ma              | Me              | Gi              | Ve              |                 |                 |
| Luglio          | Sa              | Do              | Lu              | Ma              | Me              | Gi              | Ve              | Sa              | Do              | Lu              | Ma              | Me              | Gi              | Ve              | Sa              | Do              | Lu              | Ma              | Me              | Gi              | Ve              | Sa              | Do              | Lu              | Ma              | Me              | Gi              | Ve              | Sa              | Do              | Lu              |                 |
| Agosto          | Ma              | Me              | Gi              | Ve              | Sa              | Do              | Lu              | Ma              | Me              | Gi              | Ve              | Sa              | Do              | Lu              | Ma              | Me              | Gi              | Ve              | Sa              | Do              | Lu              | Ma              | Me              | Gi              | Ve              | Sa              | Do              | Lu              | Ma              | Me              | Gi              |                 |
| Settembre       | Ve              | Sa              | Do              | Lu              | Ma              | Me              | Gi              | Ve              | Sa              | Do              | Lu              | Ma              | Me              | Gi              | Ve              | Sa              | Do              | Lu              | Ma              | Me              | Gi              | Ve              | Sa              | Do              | Lu              | Ma              | Me              | Gi              | Ve              | Sa              |                 |                 |
| Ottobre         | Do              | Lu              | Ma              | Me              | Gi              | Ve              | Sa              | Do              | Lu              | Ma              | Me              | Gi              | Ve              | Sa              | Do              | Lu              | Ma              | Me              | Gi              | Ve              | Sa              | Do              | Lu              | Ma              | Me              | Gi              | Ve              | Sa              | Do              | Lu              | Ma              |                 |
| Novembre        | Me              | Gi              | Ve              | Sa              | Do              | Lu              | Ma              | Me              | Gi              | Ve              | Sa              | Do              | Lu              | Ma              | Me              | Gi              | Ve              | Sa              | Do              | Lu              | Ma              | Me              | Gi              | Ve              | Sa              | Do              | Lu              | Ma              | Me              | Gi              |                 |                 |
| Dicembre        | Ve              | Sa              | Do              | Lu              | Ma              | Me              | Gi              | Ve              | Sa              | Do              | Lu              | Ma              | Me              | Gi              | Ve              | Sa              | Do              | Lu              | Ma              | Me              | Gi              | Ve              | Sa              | Do              | Lu              | Ma              | Me              | Gi              | Ve              | Sa              | Do              |                 |